# Equipo Kern Pharma
Das Equipo Kern Pharma ist ein spanisches Radsportteam mit Sitz in Orkoien (Navarra).

## Organisation und Geschichte
Die Mannschaft wurde 2020 durch die Asociación Deportiva Galibier gegründet und als spanisches UCI Continental Team lizenziert. Im ersten Jahr seines Bestehens gewann das Team mit Enrique Sanz das Eintagesrennen Belgrade-Banja Luka und damit den ersten internationalen Wettbewerb. Zur Saison 2021 erhielt die Equipo Kern Pharma eine Lizenz als UCI ProTeam.
Die Asociación Deportiva Galibier unterhält seit 1993 in Spanien national registrierte Radsportmannschaften, aus denen unter anderem die erfolgreichen Radrennfahrer Joseba Beloki, Andrey Amador, Marc Soler und Richard Carapaz hervorgegangen sind. Zur Asociación Deportiva Galibier gehört auch die Equipo Lizarte, die für die Equipo Kern Pharma als Farmteam fungiert.
In den ersten Jahren war die Fahrer des Teams vereinzelt bei Rennen der UCI Continental Circuits erfolgreich. 2024 machte das Team auf sich aufmerksam, als es eine Wildcard für die Vuelta a España erhielt und insgesamt drei Etappenankünfte für sich entscheiden konnte, gleichzeitig die ersten drei Erfolge auf der UCI WorldTour 2020.

## Platzierungen in der UCI-Weltrangliste
| World Ranking | World Ranking | World Ranking           | World Ranking |
| Jahr          | Teamwertung   | Einzelwertung           |               |
| ------------- | ------------- | ----------------------- | ------------- |
| 2020          | 49.           | Enrique Sanz (336. )    |               |
| 2021          | 38.           | Roger Adrià (229. )     |               |
| 2022          | 48.           | Roger Adrià (407. )     |               |
| 2023          | 31.           | Roger Adrià (171. )     |               |
| 2024          | 26.           | Pablo Castrillo (126. ) |               |
|               |               |                         |               |
| Quelle: UCI   |               |                         |               |

## Mannschaft 2025
| Teamkader 2025          | Teamkader 2025     | Teamkader 2025 | Teamkader 2025                       |
| Name                    | Geburtsdatum       | Land           | Vorheriges Team                      |
| ----------------------- | ------------------ | -------------- | ------------------------------------ |
| Ibai Azanza             | 22. Februar 2004   | Spanien        | Equipo Finisher (2024)               |
| Hugo Aznar              | 1. Dezember 2003   | Spanien        | Equipo Finisher (2023)               |
| Unai Aznar              | 26. Juli 2002      | Spanien        | Equipo Finisher (2023)               |
| Urko Berrade            | 28. November 1997  | Spanien        | Euskadi Basque Country-Murias (2019) |
| Marc Brustenga          | 4. September 1999  | Spanien        | Lidl-Trek (2023)                     |
| Pablo Carrascosa        | 7. Oktober 2002    | Spanien        | Equipo Finisher (2024)               |
| Iván Cobo               | 2. Januar 2000     | Spanien        |                                      |
| Iñigo Elosegui          | 6. März 1998       | Spanien        | Movistar Team (2022)                 |
| Haimar Etxeberria       | 8. September 2003  | Spanien        | Equipo Finisher (2024)               |
| Miguel Ángel Fernández  | 21. März 1997      | Spanien        | Burgos-BH (2023)                     |
| Francisco Galván        | 1. Dezember 1997   | Spanien        | Lizarte (2019)                       |
| Nil Gimeno              | 21. April 2004     | Spanien        | Equipo Finisher (2024)               |
| Jorge Gutiérrez         | 23. September 2002 | Spanien        | Equipo Finisher (2023)               |
| Unai Iribar             | 12. Juni 1999      | Spanien        | Euskaltel-Euskadi (2023)             |
| Pau Miquel              | 20. August 2000    | Spanien        | Lizarte (2021)                       |
| José Félix Parra        | 16. Januar 1997    | Spanien        | Lizarte (2019)                       |
| Mikel Retegi            | 27. April 2001     | Spanien        | Lizarte (2022)                       |
| Ibon Ruiz               | 30. Januar 1999    | Spanien        | Lizarte (2019)                       |
| Iván Sosa               | 31. Oktober 1997   | Kolumbien      | Movistar Team (2024)                 |
| Antonio Jesús Soto      | 22. September 1994 | Spanien        | Euskaltel-Euskadi (2023)             |
| Diego Uriarte           | 26. Oktober 2001   | Spanien        | Equipo Finisher (2023)               |
| Mats Wenzel             | 19. Dezember 2002  | Luxemburg      | Lidl-Trek Future Racing (2024)       |
|                         |                    |                |                                      |
| Quelle: ProCyclingStats |                    |                |                                      |